# Sphaerodactylus
Sphaerodactylus är ett släkte av ödlor. Sphaerodactylus ingår i familjen geckoödlor.

## Dottertaxa tillSphaerodactylus, i alfabetisk ordning[1]
- Sphaerodactylus altavelensis
- Sphaerodactylus argivus
- Sphaerodactylus argus
- Sphaerodactylus ariasae
- Sphaerodactylus armasi
- Sphaerodactylus armstrongi
- Sphaerodactylus asterulus
- Sphaerodactylus beattyi
- Sphaerodactylus becki
- Sphaerodactylus bromeliarum
- Sphaerodactylus caicosensis
- Sphaerodactylus callocricus
- Sphaerodactylus celicara
- Sphaerodactylus cinereus
- Sphaerodactylus clenchi
- Sphaerodactylus cochranae
- Sphaerodactylus copei
- Sphaerodactylus corticola
- Sphaerodactylus cricoderus
- Sphaerodactylus cryphius
- Sphaerodactylus darlingtoni
- Sphaerodactylus difficilis
- Sphaerodactylus docimus
- Sphaerodactylus dunni
- Sphaerodactylus elasmorhynchus
- Sphaerodactylus elegans
- Sphaerodactylus elegantulus
- Sphaerodactylus epiurus
- Sphaerodactylus fantasticus
- Sphaerodactylus gaigeae
- Sphaerodactylus gilvitorques
- Sphaerodactylus glaucus
- Sphaerodactylus goniorhynchus
- Sphaerodactylus graptolaemus
- Sphaerodactylus heliconiae
- Sphaerodactylus homolepis
- Sphaerodactylus inaguae
- Sphaerodactylus intermedius
- Sphaerodactylus kirbyi
- Sphaerodactylus klauberi
- Sphaerodactylus ladae
- Sphaerodactylus lazelli
- Sphaerodactylus leucaster
- Sphaerodactylus levinsi
- Sphaerodactylus lineolatus
- Sphaerodactylus macrolepis
- Sphaerodactylus mariguanae
- Sphaerodactylus microlepis
- Sphaerodactylus micropithecus
- Sphaerodactylus millepunctatus
- Sphaerodactylus molei
- Sphaerodactylus monensis
- Sphaerodactylus nicholsi
- Sphaerodactylus nigropunctatus
- Sphaerodactylus notatus
- Sphaerodactylus nycteropus
- Sphaerodactylus ocoae
- Sphaerodactylus oliveri
- Sphaerodactylus omoglaux
- Sphaerodactylus oxyrhinus
- Sphaerodactylus pacificus
- Sphaerodactylus parkeri
- Sphaerodactylus parthenopion
- Sphaerodactylus parvus
- Sphaerodactylus perissodactylius
- Sphaerodactylus pimienta
- Sphaerodactylus plummeri
- Sphaerodactylus ramsdeni
- Sphaerodactylus randi
- Sphaerodactylus rhabdotus
- Sphaerodactylus richardi
- Sphaerodactylus richardsonii
- Sphaerodactylus roosevelti
- Sphaerodactylus rosaurae
- Sphaerodactylus ruibali
- Sphaerodactylus sabanus
- Sphaerodactylus samanensis
- Sphaerodactylus savagei
- Sphaerodactylus scaber
- Sphaerodactylus scapularis
- Sphaerodactylus schuberti
- Sphaerodactylus schwartzi
- Sphaerodactylus semasiops
- Sphaerodactylus shrevei
- Sphaerodactylus sommeri
- Sphaerodactylus sputator
- Sphaerodactylus storeyae
- Sphaerodactylus streptophorus
- Sphaerodactylus thompsoni
- Sphaerodactylus torrei
- Sphaerodactylus townsendi
- Sphaerodactylus underwoodi
- Sphaerodactylus williamsi
- Sphaerodactylus vincenti
- Sphaerodactylus zygaena